# Ocypus aeneocephalus
Ocypus aeneocephalus ist ein Käfer aus der großen Familie der Kurzflügler und der Unterfamilie Staphylininae. Die Gattung Ocypus ist in mehrere Untergattungen aufgeteilt, die Art Ocypus aeneocephalus gehört zur Untergattung Pseudocypus, die in Europa mit 19 Arten vertreten ist.
Der Gattungsname Ocypus von altgriechisch ὠκύπους ‚okýpous ‘ bedeutet ‚schnellfüßig‘. Der Artname aeneocephalus (von lat. ‚aëneus‘ ‚erzfarbig‘ und altgriechisch κεφαλή ‚kephalḗ‘ ‚Kopf‘) spielt auf den Erzschimmer des Kopfes an.
|                                               | |
| Abb. 1: Kopf von oben                         | Abb. 2: Kopf von unten rechts teilweise koloriert grün: Lippentaster rot: Kiefertaster blau: Oberkiefer gelb: Unterkiefer |
|                                               | Abb. 2: Kopf von unten rechts teilweise koloriert grün: Lippentaster rot: Kiefertaster blau: Oberkiefer gelb: Unterkiefer |
| Abb. 3: Punktur auf der Seite des Halsschilds | Abb. 2: Kopf von unten rechts teilweise koloriert grün: Lippentaster rot: Kiefertaster blau: Oberkiefer gelb: Unterkiefer |

## Merkmale
Der stark behaarte Käfer wird elf bis fünfzehn Millimeter lang, Der Körper ist schwarz mit Bronzeschimmer, Fühler Tarsen und Vorderschienen sind mehr oder weniger rotbraun.
Der fast kreisförmige Kopf hat einen abgesetzten Hals. Der Kopf ist etwas schmäler als der Halsschild und zeigt die typischen Merkmale der Unterfamilie: die Fühler sind am Vorderrand des Kopfes eingelenkt und der Abstand zwischen den Einlenkungsstellen ist größer als der Abstand zum Vorderrand der Augen aber kleiner als der Abstand der Basen der Oberkiefer zueinander (Abb. 1). Die Schläfen sind kürzer als der Längsdurchmesser der Augen. Das Endglied der Kiefertaster (Abb. 2, rechts rot) ist kahl und länglich spindelförmig, das Endglied der Lippentaster (Abb. 2 rechts grün) ist nur wenig dicker, länglich oval. Die Endglieder beider Taster sind an der Spitze schmal abgestumpft. Die Oberkiefer sind breit und gedrungen mit einem deutlichen Mittelzahn sowie weiteren Zähnen auf der Innenseite. Die Mulde auf der Unterseite der Kiefer hinter dem Mittelzahn (Prostheka) trägt lange Wimpern (Abb. 2, von Natur aus gelb). Die elfgliedrigen Fühler sind schnurförmig und verbreitern sich nach außen kaum (Abb. 1).
Der Halsschild ist länger als breit, von oben betrachtet vorn gerade abgeschnitten und hinten konvex nach außen gebuchtet. Neben der glatten Halsschildmittellinie verläuft eine deutliche Punktreihe, seitlich davon ist der Halsschild dicht und einförmig punktiert (Abb. 3). Die Behaarung auf der Außenhälfte des Halsschildes ist nicht nach innen, sondern nach hinten und teilweise leicht nach außen gerichtet. Auf der Innenhälfte ist die Behaarung auf beiden Seiten der Mittellinie in einem Streifen angeordnet, in dem die Haare nach hinten nach beiden Seiten auseinander laufen (Taxobild).
Die Flügeldecken sind verkürzt, deutlich kürzer als der Halsschild und kaum breiter als dieser. Ihre Seiten verlaufen parallel. Das Schildchen trägt einen auffallenden schwarzen Fleck, der durch dunkle Tomentierung zustande kommt.
Der Fortsatz der Mittelbrust, der sich zwischen die Mittelhüften schiebt, endet spitz.
Der Hinterleib ist etwa gleich breit wie die Flügeldecken. Er ist oberseits nach hinten anliegend steif behaart, die Behaarung bildet abwechselnd hellere und dunklere Streifen, die je nach Verbreitungsgebiet verschieden deutlich ausgebildet sind.

## Biologie
Larve und Imago leben räuberisch. Sie sind in der Bodenspreu, unter Steinen und Moos verschiedener Lebensräume sowohl in der Ebene als auch im Bergland zu finden. Bei Fängen mit Bodenfallen, bei denen neun verschiedenen Flächen (Ackerflächen, verschiedene Wiesen, Heckengebiete und Wald) verglichen wurden, ergab sich, dass Ocypus aeneocephalus deutlich die Naturwiesen bevorzugte, und unter diesen weniger deutlich die feuchtere. In den Niederlanden wurde die Art von September bis Mai in der Heide gefangen, am häufigsten von Oktober bis Dezember. In Rheinland-Pfalz wurden je ein Exemplar auf einer extensiv genutzten Glatthaferwiese und auf verbuschtem Halbtrockenrasen gefangen, ebenfalls im Herbst. Die Art zeigt jedoch eine Präferenz für feuchtes Grünland.

## Puppe
Der Vorderrand des Pronotums ist mit 27 haarähnlichen Fortsätzen versehen, der Seitenrand des Abdomens trägt auf jeder Seite zwei Paar haarähnlicher Fortsätze.

## Verbreitung
Die Art ist holarktisch verbreitet, in Europa fehlen jedoch Meldungen aus Portugal, Belarus, den meisten Mittelmeerinseln und den Ländern Südosteuropa. In anderen Ländern (Irland, verschiedene europäische Teile von Russland) ist das Vorkommen zweifelhaft. In Mitteleuropa ist die Art eher selten, auf einer Roten Liste von Berlin wird sie als sehr selten und vom Aussterben bedroht geführt.